# ダニエレ・バニョーリ
ダニエレ・バニョーリ（Daniele Bagnoli、1953年10月25日 - 2024年12月27日）は、イタリアのバレーボール指導者。マントヴァ出身。指導者のブルーノ・バニョーリは弟。

## 来歴
マントヴァのユースチーム、セリエA2のクラブチームで10年以上に渡る指導を経て、1993年、セリエA1のモデナの監督に就任。1年目の1994年にコッパ・イタリア優勝を飾ると、1995年、1997年にリーグ優勝とコッパ・イタリア優勝の2冠を達成、欧州チャンピオンズリーグでは2連覇を飾った。
1998年から2シーズン、2001年から6シーズン監督を務めたトレヴィーゾでは、これまでに培った経験と指導力を発揮し、トレヴィーゾをA1の強豪クラブへと育て上げ、6度のリーグ優勝、4度のコッパ・イタリア優勝、5度のスーパーカップ優勝、3度の欧州チャンピオンズリーグ優勝、CEVカップ優勝へと導いた。
2007年、ロシアスーパーリーグ・ディナモ・モスクワの監督に就任し、2008年のリーグ優勝、ロシア・カップ優勝、スーパーカップ優勝の3冠を達成。
2009年2月、ウラジミール・アレクノ辞任の後、しばらく不在であったロシア代表監督に正式に就任。同年ワールドリーグでチームに銅メダルをもたらした。
2024年12月27日に病気により死去。71歳没。

## 指導歴
- パッラヴォーロ・マントヴァ（1980-1982年）
- パッラヴォーロ・マントヴァ（1982-1985年）
- ポリスポルティーバ・ヴィルジーリオ（1986-1990年）
- ガレリオ・ジオバレー（1992-1993年）
- パッラヴォーロ・モデナ（1993-1997年）
- ローマ・バレー（1997-1998年）
- シスレー・トレヴィーゾ（1998-2000年）
- パッラヴォーロ・モデナ（2000-2001年）
- シスレー・トレヴィーゾ（2001-2007年）
- ディナモ・モスクワ（2007-2009年）
- バレーボールロシア男子代表（2009-2010年）
- パッラヴォーロ・モデナ（2011-2012年）
- フェネルバフチェSK（2012-2013年）
- マタン・ヴァラミン（2013-2014年）
- アル・ラヤーン（2014-2015年）
- スファクシアン（2016年）
- バレーボールドイツ男子代表（2016年）
- トップ・バレー（2016-2017年）
- ウラル・ウファ（2017-2018年）
- カリポ（2019年）